# Bagatelle
Bagatelle là một bản nhạc ngắn, thường dành cho dương cầm, thường có giai điệu nhẹ nhàng thư giãn. Bagatelle có nghĩa là "một bản hòa tấu khiêm tốn" do thường nghiêng về phong cách nhẹ nhàng. Dù bagatelle thường được viết cho dương cầm độc tấu, nhưng nó cũng được biên soạn hoặc chuyển thể cho piano bốn tay, phong cầm, thụ cầm, organ, ghi ta cổ điển, Vibraphone, violin....

## Bản nhạc đầu tiên
Tác phẩm âm nhạc đầu tiên sử dụng tên Bagatelle là bản "Les bagatelles" được sáng tác bởi  François Couperin trong tác phẩm số 10 dành cho Kỳ phong cầm của ông ấy.

## Những bản Bagatelle nổi tiếng nhất
Các nhạc phẩm Bagatelle nổi tiếng nhất có lẽ là thuộc về  Ludwig van Beethoven, người đã ấn phẩm ba tác phẩm  Opp. 33, 119 và 126, và đã viết một số tác phẩm tương tự nhưng không được biết đến rộng rãi trong thời gian ông còn sống bao gồm cả bản nhạc nổi tiếng  Für Elise. Một số tác phẩm đáng chú ý khác như  Bagatelle sans tonalité của  Franz Liszt, một bản dành cho piano và violin (Op.13) của  François Schubert  trong tác phẩm No. 9, bản The Bee, rất hay được trình diễn, tác phẩm của  Antonín Dvořák dành cho hai violin, hồ cầm,  harmonium (Op. 47) và một số tác phẩm của  Bedřich Smetana, Alexander Tcherepnin và Jean Sibelius.  Anton Diabelli còn viết các bản Bagatelle giai điệu vui vẻ, ngắn.  Camille Saint-Saëns viết sáu bản Bagatelle, Op. 3 và  Friedrich Baumfelder chỉ viết duy nhất một bản Bagatelle Op. 386 được sáng tác vào những năm cuối đời của ông.
Vào thế kỷ 20, một số tác giả viết viết nhiều bản bagatelle, bao gồm  Béla Bartók, người viết một bộ 14 tác phẩm (Op. 6); Anton Webern viết bộ 6 tác phẩm tứ tấu (Op. 9); và Gerald Finzi viết năm bản Bagatelle cho clarinet và violin. một bản Bagatelle kinh điển khác được sáng tác bởi  György Ligeti, là tác giả của một bộ 11 tác phẩm ngắn dành cho piano từa đề Musica Ricercata (1951–53).
Nhạc sĩ người Bắc Ai-len viết một bộ năm bagatelle dành cho piano (Op. 9), cùng với bản Sonata ánh trăng của  Ludwig van Beethoven, là một trong những số ít tác phẩm âm nhạc được biểu diễn thường xuyên nhất.  William Walton còn viết bộ năm Bagatelle cho ghi ta cổ điển dành cho  Julian Bream để tưởng nhớ  Malcolm Arnold vào khoảng năm 1970. Bộ 5 tác phẩm này đã từng được thu âm bởi các tay ghi ta kiệt xuất như Julian Bream, Sharon Isbin, Christopher Parkening, và Ana Vidović. Nhạc sĩ người Mỹ  Charles Wuorinen viết một bản Bagatelle  độc tấu Piano, sau này ông cũng soạn lại bản này. Nhạc sĩ người Úc còn  Carl Vine còn viết một bộ năm Bagatelle cho Piano (1994), những bản nhạc này thường được biểu diễn trong các cuộc thi Piano, nhất là tại Úc.